# Rakitna, Brezovica
Rakitna este o localitate din comuna Brezovica, Slovenia, cu o populație de 511 locuitori.